# تشي ماكبرايد
تشي ماكبرايد (بالإنجليزية: Chi McBride)‏ هو ممثل أمريكي، ولد في 23 سبتمبر 1961 بشيكاغو في الولايات المتحدة.

## أعمال

### أفلام
- (2000) الطفل[4][5]
- (2004) أنا روبوت[6]
- (2004) ذا ترمينال[7][8]
- (2007) برازرز سولومون

### مسلسلات
- ألتيميت سبايدرمان
- بوسطن العامة
- بوشنغ ديزيز[9]
- كيف قابلت أمكما
- هاواي فايف أو
- هاوس

## وصلات خارجية
- تشي ماكبرايد على موقع IMDb (الإنجليزية)
- تشي ماكبرايد على موقع ميتاكريتيك (الإنجليزية)
- تشي ماكبرايد على موقع روتن توميتوز (الإنجليزية)
- تشي ماكبرايد على موقع قاعدة بيانات الأفلام العربية
- تشي ماكبرايد على موقع ألو سيني (الفرنسية)
- تشي ماكبرايد على موقع ميوزك برينز (الإنجليزية)
- تشي ماكبرايد على موقع أول موفي (الإنجليزية)
- تشي ماكبرايد على موقع قاعدة بيانات الأفلام السويدية (السويدية)
- تشي ماكبرايد على موقع إن إن دي بي (الإنجليزية)
- تشي ماكبرايد على موقع قاعدة بيانات الفيلم (الإنجليزية)